# Monobia quadridens
Monobia quadridens är en stekelart som först beskrevs av Carl von Linné 1763.  Monobia quadridens ingår i släktet Monobia och familjen Eumenidae. Inga underarter finns listade i Catalogue of Life.

## Bildgalleri

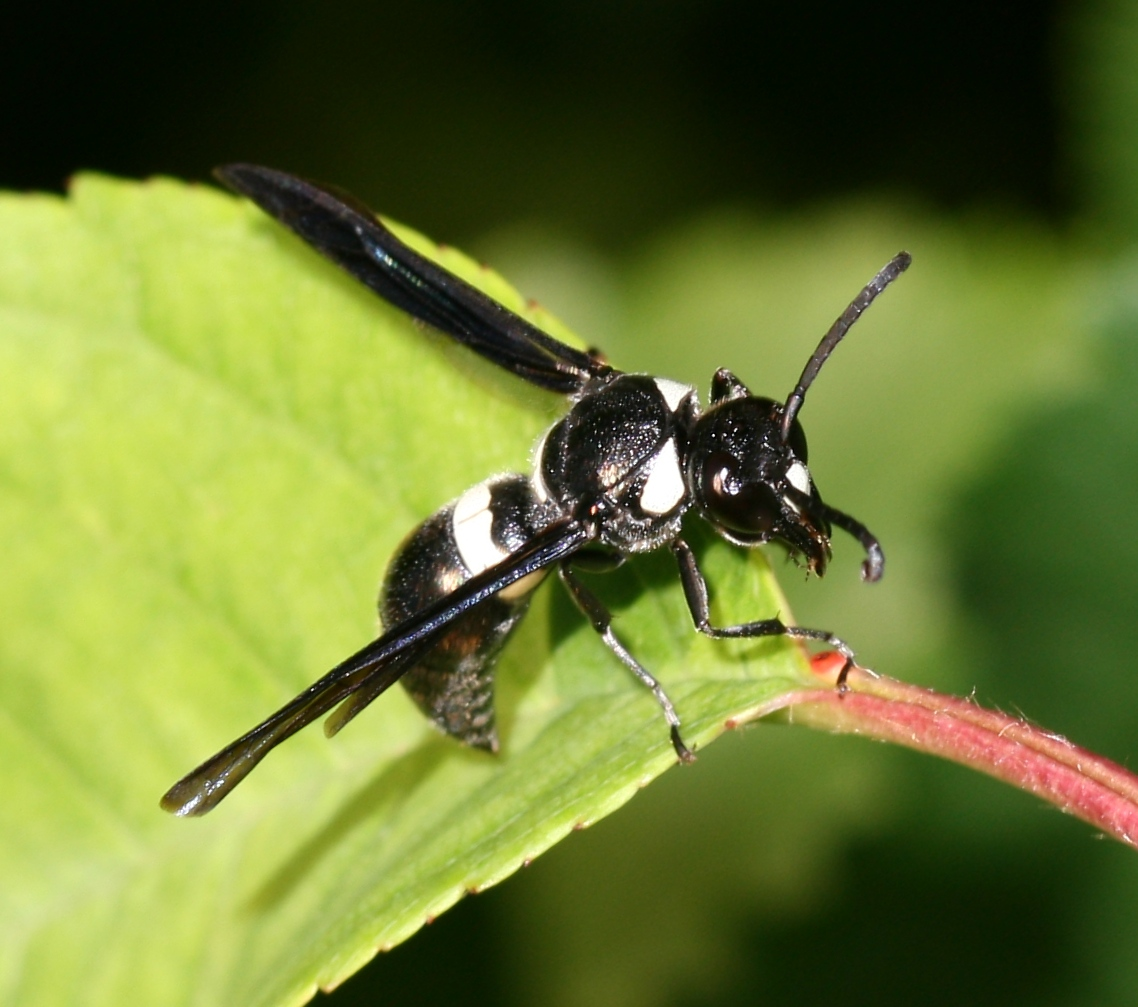
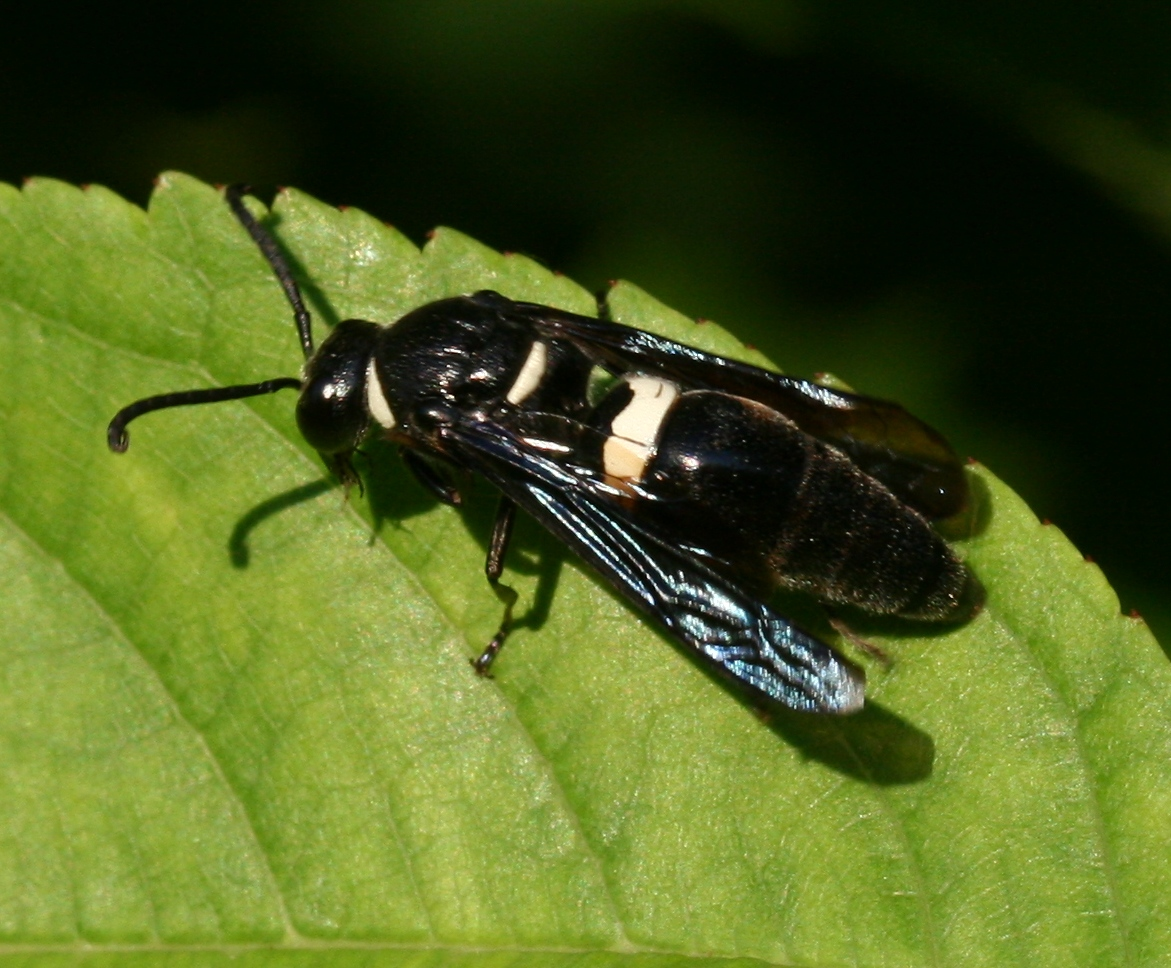
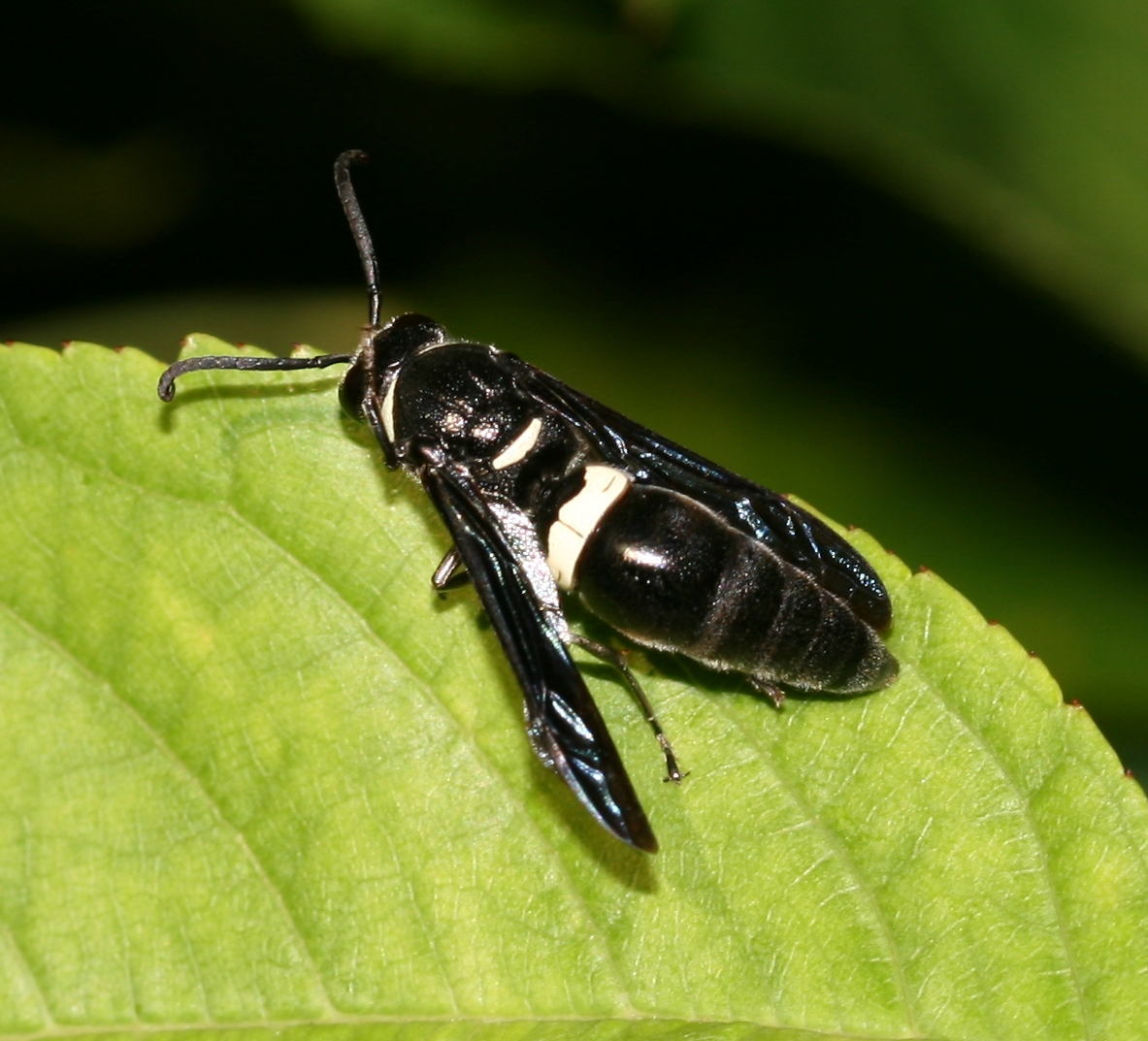